# Musée Kotchoubeï
Le musée Kotchoubeï (en ukrainien Будинок генерального судді Василя Кочубея) se situe dans la capitale de l'Hetmanat  à Batouryn en Ukraine.

## Histoire
Le musée se trouve dans la demeure du stolnik Vassili Kotchoubeï. En 1925 un premier musée Peter Prokopovitch est créé. Très endommagé lors de la Seconde Guerre mondiale, les bâtiments ne furent relevé qu'en 1970 pour ouvrir à nouveau en 1975, en 1993 il est incorporé à la réserve naturelle et culturelle Capitale de l'Hetmanat. C'est actuellement un musée local d'histoire.

## En images

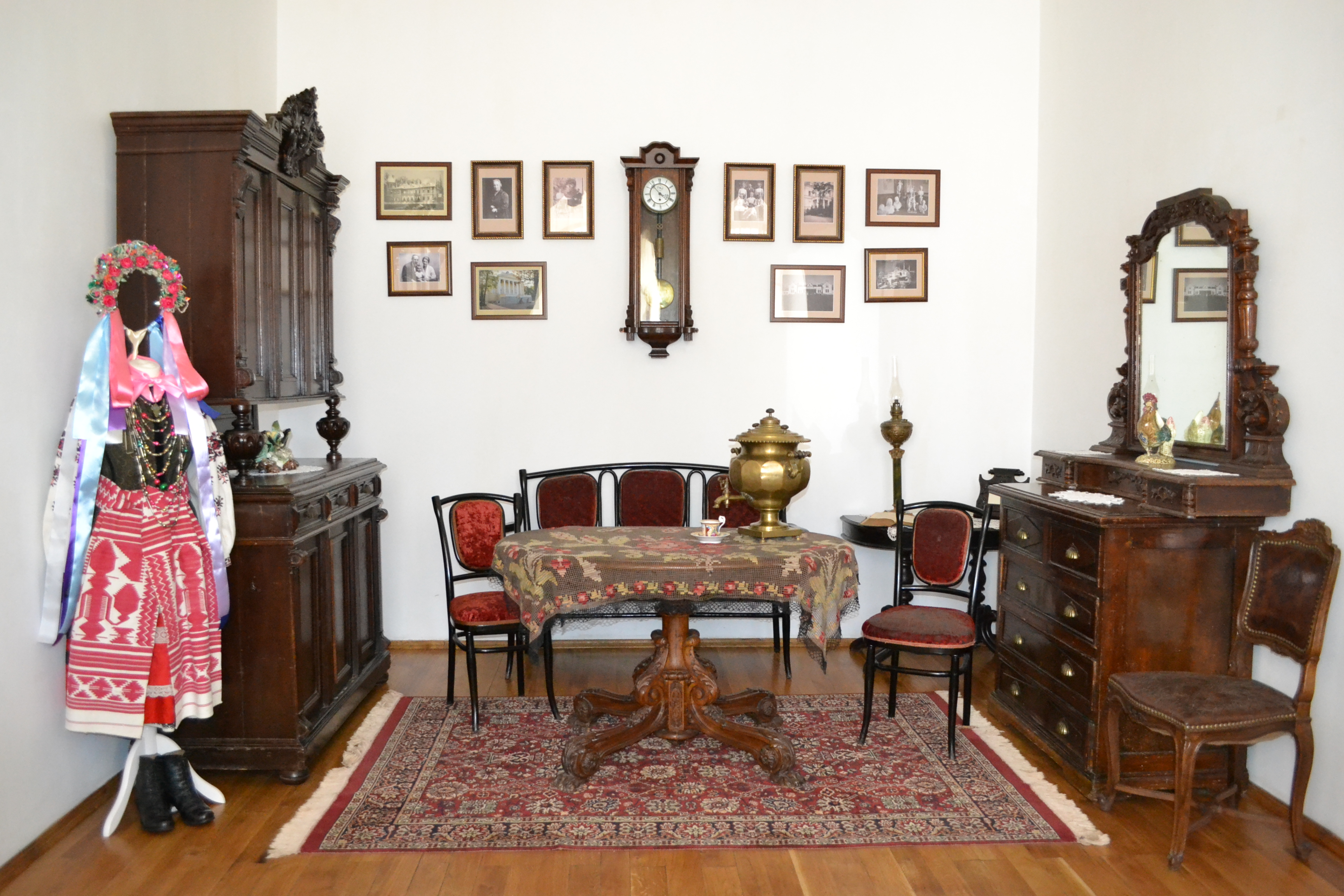
Une salle
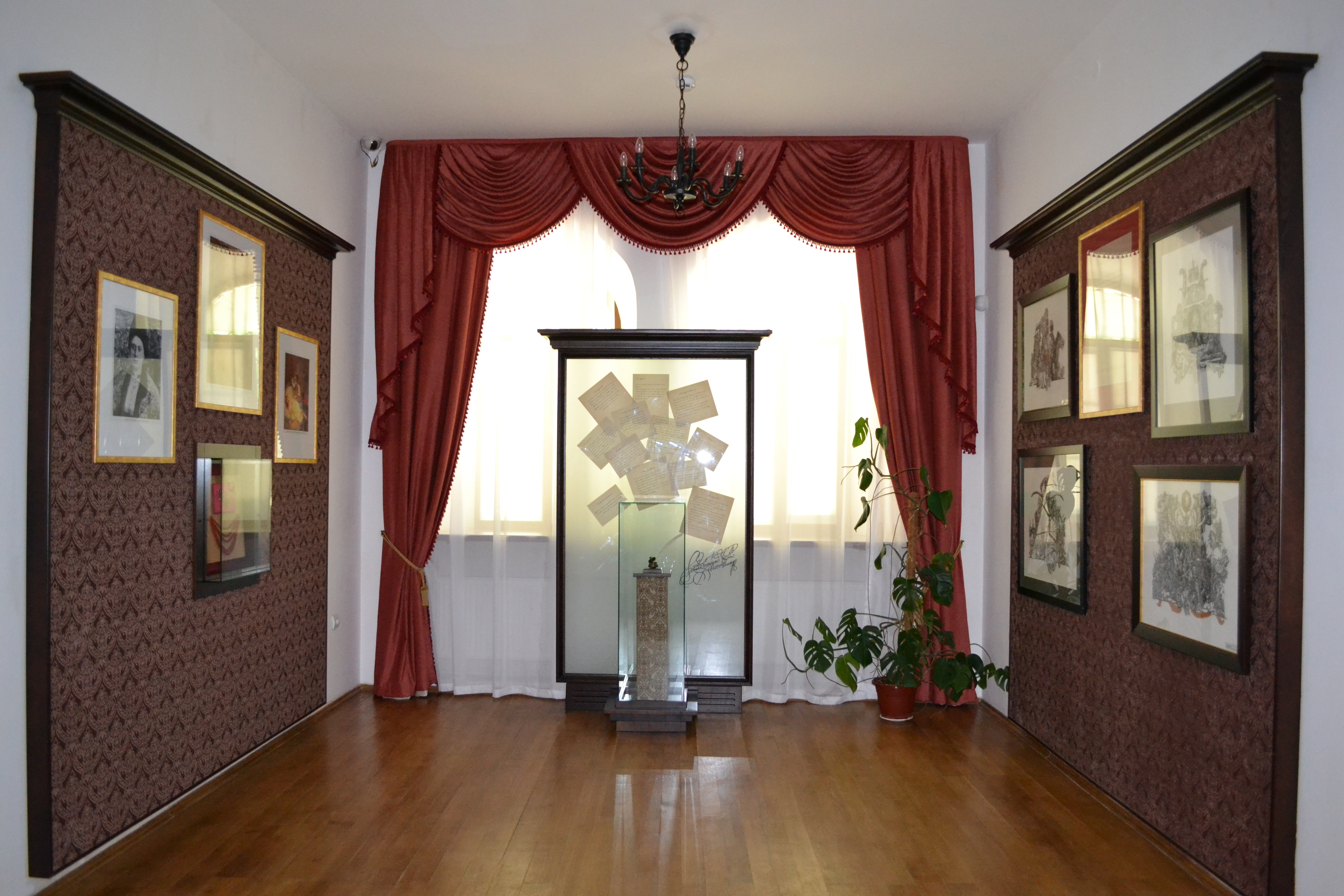
d'exposition.
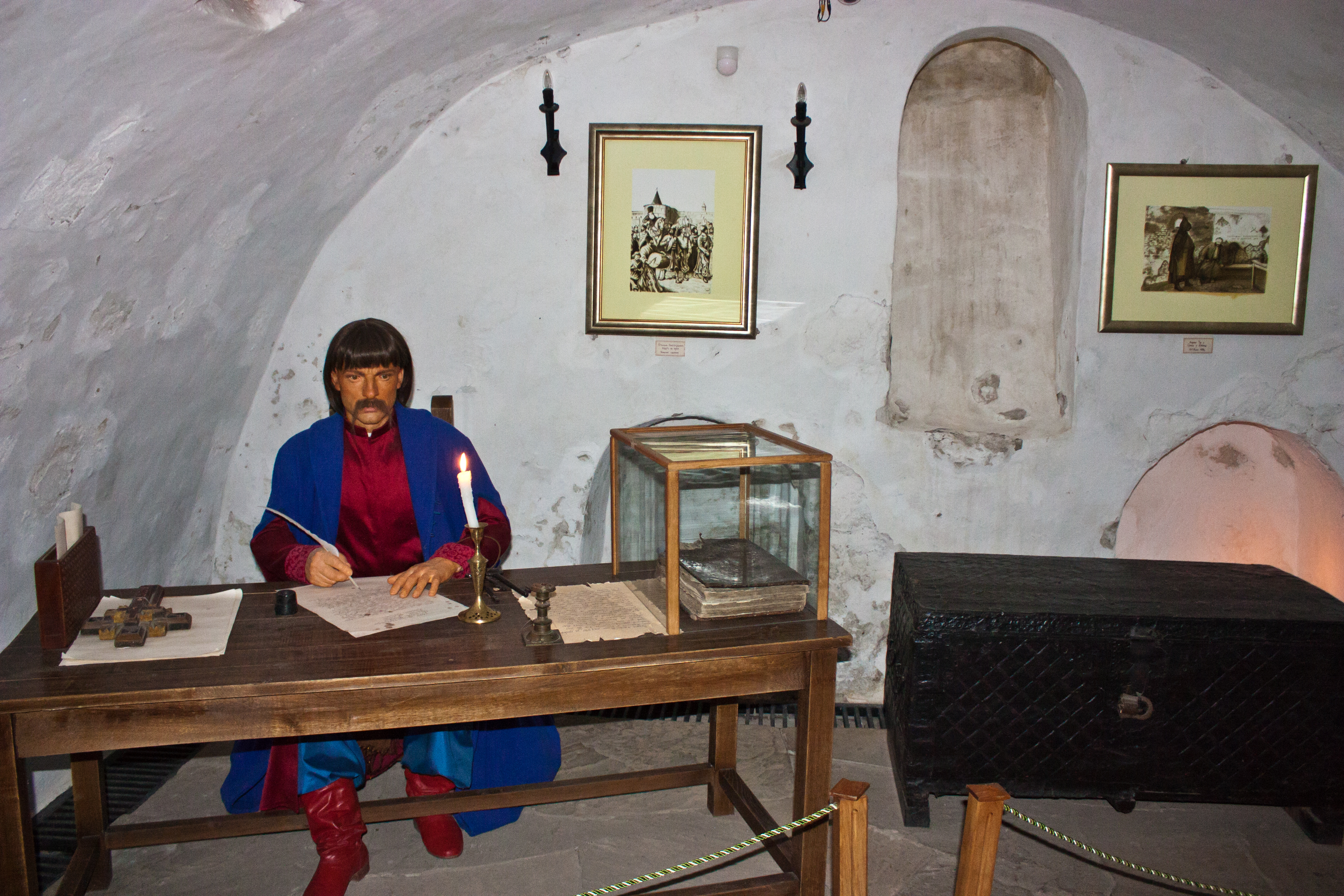
Scène de vie.
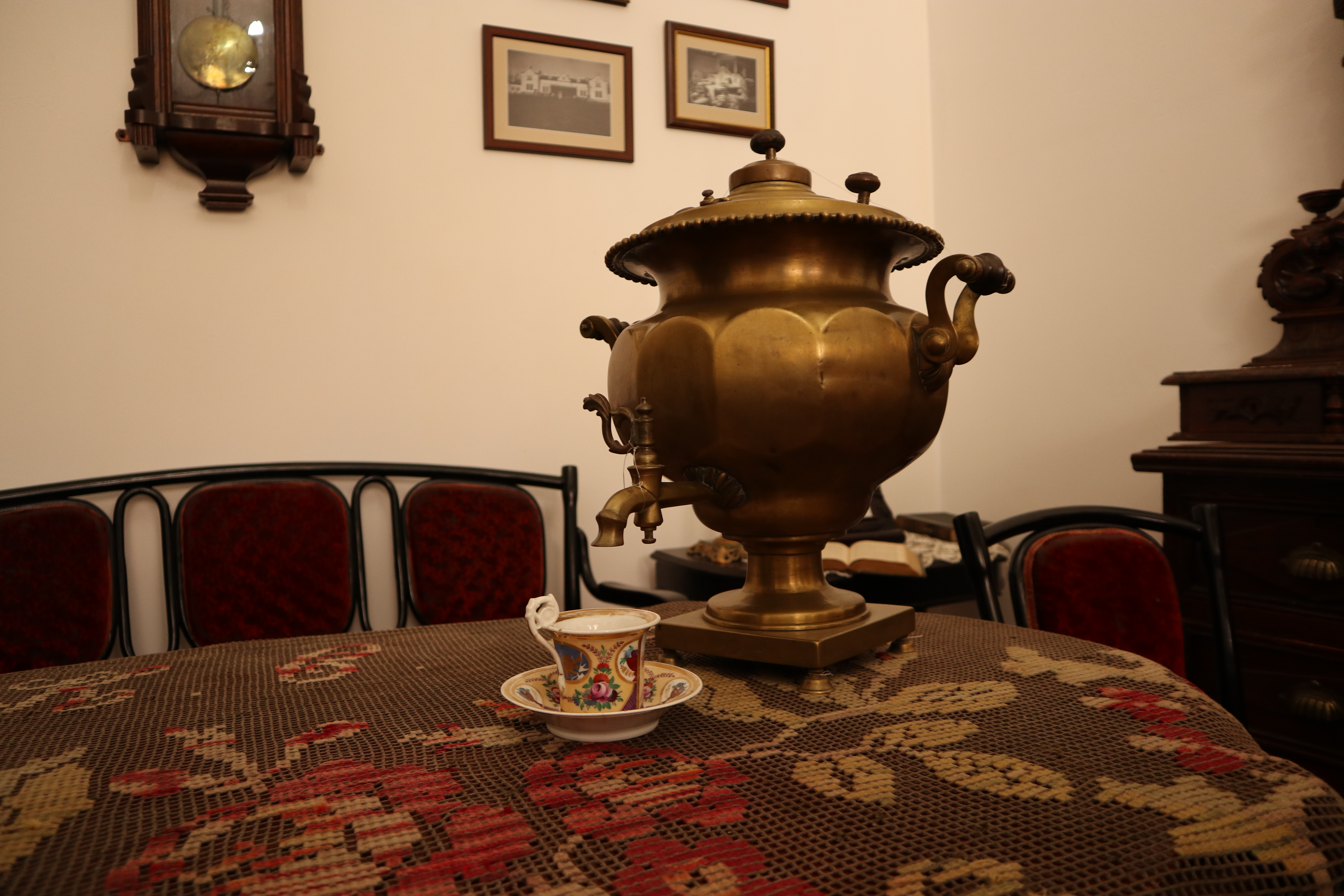
Samovar.

## Liens
- Liste de musées en Ukraine,
- Musée d'archéologie de Batouryn.